# Albert Jozef van Saksen

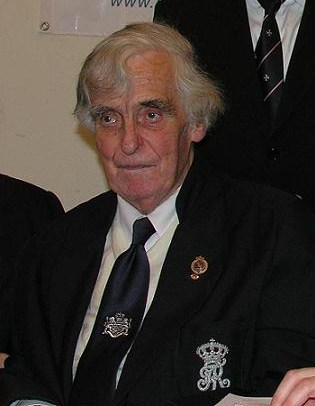
Albert Jozef Prins van Saksen

Albert Jozef Maria Franciscus Xaverius van Saksen (Bamberg, 30 november 1934 – München, 6 oktober 2012) was een Duits historicus en een lid van het voormalige Saksische koningshuis Wettin.
Hij was het vierde kind en de tweede zoon van Frederik Christiaan, Markgraaf van Meißen en Elisabeth Helene von Thurn und Taxis. In 1954 deed hij eindexamen gymnasium. Vanaf 1955 studeerde hij aan de Ludwig Maximilians-Universiteit. Hij begon met economie maar studeerde later geschiedenis en volkskunde. Hier promoveerde hij in 1961 op een proefschrift dat handelde over zijn voorvader, koning Johan van Saksen. In datzelfde jaar riep hij, samen met zijn vader en oudere broer (Maria Emanuel) het kapittel van de Saksische Militaire Orde van Sint-Hendrik opnieuw bijeen. Aan de universiteit van München stond hij aan de basis van het Instituut voor Saksische Geschiedenis. Hij schreef tal van werken over de geschiedenis van Saksen.
Pas in 1982 kreeg hij van de regering van de DDR voor het eerst toestemming om zijn vaderland te bezoeken. Hij bezocht Saksen nogmaals in 1983 en 1985, maar daarna kreeg hij geen toestemming meer van de Oost-Duitse regering. Sinds de Duitse hereniging (1989-1990) was Albert Jozef vooral bezig met het verkrijgen van financiële genoegdoening voor het verloren gegane familiebezit.

## Werk
- Die Reform der sächsischen Gewerbegesetzgebung (1840 - 1861), Dissertation Universität München 1970
- Dresden, Weidlich, Frankfurt 1974, ISBN 3-8035-0474-0
- Leipzig und das Leipziger Land, Weidlich, Frankfurt 1976, ISBN 3-8035-8511-2
- Die Albertinischen Wettiner - Geschichte des Sächsischen Königshauses (1763 - 1932), St.-Otto-Verlag Bamberg 1989 (1. Aufl.), ISBN 3-87693-211-4; Gräfelfing 1992 (2.Aufl.), ISBN 3-87014-020-8
- Weihnacht in Sachsen, Bayerische Verlagsanstalt München 1992, ISBN 3-87052-799-4
- Die Wettiner in Lebensbildern, Styria-Verlag Wien/Graz/Köln 1995, ISBN 3-222-12301-2
- Die Wettiner in Sachsen und Thüringen, König-Friedrich-August-Institut Dresden 1996
- Das Haus Wettin und die Beziehungen zum Haus Nassau-Luxemburg, Bad Ems 2003
- Bayern & Sachsen - gemeinsame Geschichte, Kunst, Kultur und Wirtschaft (mit Elmira von Sachsen und Walter Beck), Universitas München 2004, ISBN 3-8004-1462-7
- Königreich Sachsen: 1806 - 1918; Traditionen in Schwarz und Gelb, Verlagsgesellschaft Marienberg 2007, ISBN 978-3-931770-67-9